# Liste der Bischöfe von Casale Monferrato
Die folgenden Personen waren Bischöfe von Casale Monferrato (Italien):
- Bernardino de Tebaldeschi (1474–1517)
- Gian Giorgio Paleologo (1517–1525)
- Bernardino Castellari (1525–1529)
- Ippolito Kardinal de’ Medici (1529–1531) (Administrator)
- Bernardino Castellari (1531–1546) (2. Mal)
- Bernardino della Croce (1546–1548) (auch Bischof von Asti)
- Franzino Micheli (1548–1555)
- Scipione d’Este (1556–1567)
- Ambrogio Aldegati, O.P. (1567–1570)
- Benedetto Erba, O.P. (1570–1576)
- Alessandro Andreasi (1577–1585) (auch Bischof von  Mantua)
- Aurelio Zibramonti (1585–1589)
- Marcantonio Gonzaga (1589–1592)
- Settimio Borsari (1592–1594)
- Tullio del Carretto (1594–1614)
- Scipione Pasquali (1615–1624)
- Scipione Agnelli (1624–1653)
- Gerolamo Miroglio (1655–1679)
- Lelio Ardizzone (1680–1699)
- Pier Secondo Radicati (1701–1728) (auch Bischof von Osimo)
- Pier Gerolamo Caravadossi, O.P. (1728–1746)
- Giuseppe Luigi Avogadro, C.R.L. (1746–1792)
- Teresio Maria Carlo Vittorio Ferrero della Marmora (1796–1803) (auch Bischof von Saluzzo)
- Jean-Chrysostome de Villaret (1805–1814)
- Francesco Alciati (1817–1828)
- Francesco Icheri di Malabaila (1830–1845)
- Luigi Nazari di Calabiana (1847–1867) (auch Erzbischof von Mailand)
- Pietro Maria Ferrè (1867–1886)
- Edoardo Pulciano (1887–1892) (auch Bischof von Novara)
- Paolo Maria Barone (1892–1903)
- Ludovico Gavotti (1903–1915) (danach Erzbischof von Genua)
- Albino Pella (1915–1940)
- Giuseppe Angrisani (1940–1971)
- Carlo Cavalla (1971–1995)
- Germano Zaccheo (1995–2007)
- Alceste Catella (2008–2017)
- Gianni Sacchi (seit 2017)